# Lacy (Adelsgeschlecht)

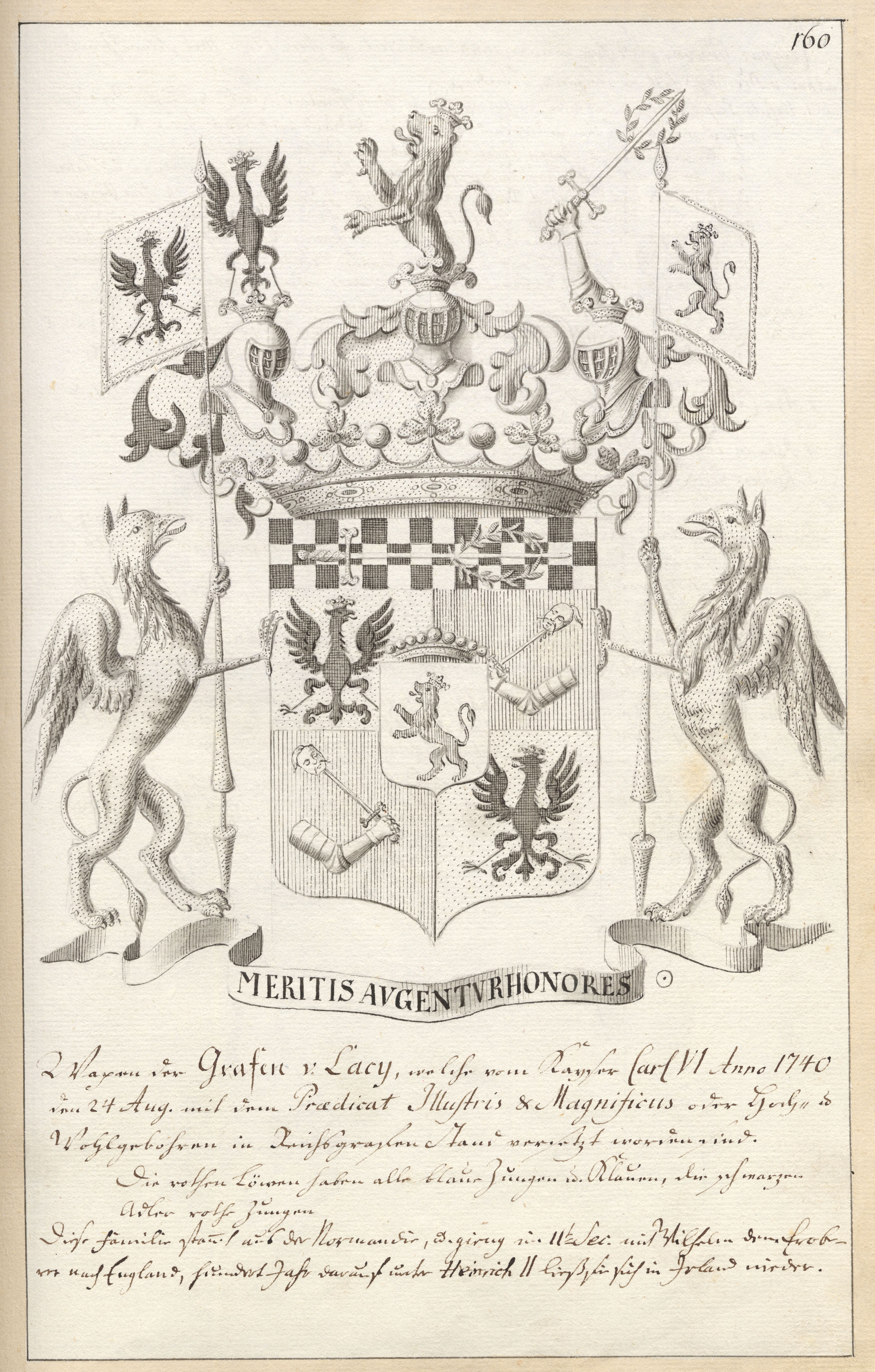
Wappen der Familie Lacy aus den Aufzeichnungen von Johann Christoph Brotze

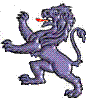
Lacy´s purple lion

Lacy (Lascy, Lassy, Lacie, Laci) ist eine alte normannische Adelsfamilie, die aus Lassy in der Normandie stammt. Ihr erstmaliges Auftreten ist mit Hugh de Lacy (* 1020; † 1049) dokumentiert. Die Nachfahren von Hugh de Lacy nahmen viele wichtige Rollen in England und Irland ein. Die Familie verzweigte sich bis zum schottischen Königshaus. Elizabeth de Burgh, deren Ur-Ur-Großvater Walter de Lacy war, war die Frau von Robert I. Eine Querverbindung ergibt sich von den Windsors über Sarah Ferguson weiter über Wingfield, Meade, O’Brien, Fitzgerald, De Burgh und damit weiter zurück bis zu Walter und Hugh de Lacy.

## Die Familie bis 1500
- Walter de Lacy, (Lascy, Lasci, Laci) (* 1046; † 1089), Walter de Lacy kam im Gefolge von Wilhelm dem Eroberer 1066 nach England. 1069 wurde von Mönch Benedict von Auxerre die Selby Abbey gegründet und von de Lacy gebaut. Die Stadt Ludlow geht auf eine Gründung von Walter de Lacy zurück. Walter de Lacy ist in der Kathedrale von Gloucester begraben.
- Ilbert de Lacy (* 1045 in Lassy; † 1093 in Pontefract), ist der Erbauer von Pontefract Castle auf Grund und Boden, welchen ihm Wilhelm der Eroberer übergeben hatte.
- Robert de Lacy, Baron of Pontefract (* 1070; † ?), Robert de Lacy ist der Vater von Albreda de Lacy.
- Henry de Lacy, Baron of Pontefract (* 1070 Halton; † 1123), Henry ist der Enkel von Ilbert de Lacy. Er war Baron of Pontefract und Lord of Blackburnshire.
- Albreda de Lacy (* 1097; † ?), Albreda war mit Robert de Lizoures verheiratet. Die beiden hatten eine Tochter names Alebreda (Aubrey) (* 1128; † 1193).
- Roger FitzRichard, 1. Lord of Warkworth (* ?; † 1178), Roger war ein Sohn von Albreda (Aubrey) de Lacy und Lord Richard 'Robert' Fitz Eustace of Halton and Chester.
- Henry de Lacy, ein gewisser Henry de Lacy war für die Errichtung von Kirkstall Abbey verantwortlich, auf Grund des Baubeginns 1152 dürfte es sich um eine Namensgleichheit mit obigen Henry de Lacy handeln.
- Robert FitzRoger, Lord of Clavering (* um 1170; † 1212)
- Robert II. (Roger) de Lacy (Lizoures) (* 1172; † 1211), Robert de Lacy kämpfte an der Seite von Heinrich II. von England in der Normandie. Er soll der Erbauer von Clitherhoe Castle gewesen sein. Das Stadtwappen von Clitherhoe zeigt die purpurfarbenen Löwen, die aus dem Wappenschild der Lacy´s entnommen sind. Die roten Rosen weisen auf die Verbindung der Lacy´s als Earls of Lincoln mit dem Haus Lancaster hin.
- Hugh de Lacy, Lord of Meath (* ?; † 25. Juli 1186 in Durrow, Leinster), Hugh de Lacy ist der Urenkel von Walter de Lacy. 1172 wurde das County Meath als Lehen von Heinrich II. (England) an Hugh de Lacy verliehen, der damit der erste Lord of Meath wurde. Die Grafschaft Westmeath wurde ebenfalls an de Lacy übergeben, ging aber später an Verdun über. Hugh gründete in Clonard ein Augustinerchorherrenstift. Hugh de Lacy und sein Sohn Walter de Lacy (* 1180; † 1240) bauten in einem Zeitraum von mehr als 30 Jahren Trim Castle und Kilkea Castle auf.
- Hugh de Lacy, 1. Earl of Ulster (* ~1176; † vor dem 26. Dezember 1242), war der jüngere Sohn von Hugh de Lacy, Lord of Meath.

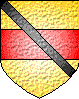
Schild von Hugh de Lacy

- William de Lacy (* ?; † 1233), war der Sohn von Hugh de Lacy, Lord of Meath. Er gründete Llanthony Priorei.
- Rohese de Lacy, war mit Allan FitzRoland, Lord of Galloway verheiratet.
- John FitzRichard (* 1150 Lincoln; † 1190 Palestina) war der Vater von Baron Roger de Lacy. Er war Lord of Flamborough und Constable of Chester.
- Roger de Lacy, (* 1171 Lincoln; † 1212 Pontefract) war Kommandant der Garnison auf Château-Gaillard. Roger de Lacy stand damals im Dienste von Johann Ohneland dem jüngsten Bruder von Richard Löwenherz und verteidigte das Château gegen Philipp II. (Frankreich). Roger de Lacy ist in der Abbey Stanlaw begraben. Sein Sohn John de Lacy wurde Earl of Lincoln.

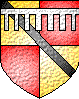
Schild von Roger de Lacy

- Jean Lacy, Earl of Pontefract (* 1202; † 1240)
- Edmund de Lacy, Lord of the Honour of the Pontefract (* 1217; † 1258)
- Walter de Lacy (* 1180; † 1240), war Lord of Meath und Ludlow. Die Tochter Gille de Lacy heiratete Richard de Burgh, Lord of Connaught. Von hier geht die Linie über Walter de Burgh (* ?; † 1271), Richard Og de Burgh, 2. Earl of Ulster (* um 1259; † 29. Juli 1326) zu Lady Elizabeth de Burgh der Ehefrau von Robert the Bruce, König von Schottland.
- Jean de Lacy, (Lacie, Laci) Earl of Lincoln (* um 1192; † 22. Juli 1240) war Earl of Lincoln. Er und sein Cousin Robert de Vere, 9. Earl of Oxford bezeugten mit die Magna Carta. John de Lacy ist in der Abbey Stanlaw begraben.

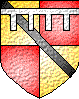
Schild von Jean de Lacy

- Egidia de Lac war die Tochter von Walter de Lacy, Lord of Meath.
- Maud de Lacy (* 1223; † 1289), war die Tochter von John de Lacy. Sie heiratete Richard de Clare, 5. Earl of Hertford.
- Edmund de Lacy, 2. Earl of Lincoln (* 1230; † 1258)
- Henry de Lacy, 3. Earl of Lincoln (* um 1249; † 1311), Henry war ein enger Vertrauter von Eduard I. 1278 erhielt er die Earlswürde und die Ehrenlordschaft von Pontefract. Henry de Lacy ist in der St Paul’s Cathedral begraben.
- Alice de Lacy, Countess of Lincoln (* 25. Dezember 1281 Denbigh Castle; † 2. Oktober 1348 Barlings Abbey) heiratete Thomas Plantagenet, 2. Earl of Lancaster, am 28. Oktober 1294. Alice wurde wegen Ehebruch ca. 1318 geschieden. Sie heiratete Earl of Surrey's squire, Sir Eubulo Lestraunge vor dem 10. November 1324. Nach dessen Tod heiratete sie Hugh de Freyne, Baron Freyne, vor dem 23. März 1336.
- Edmund Lacy, Bischof von Exeter (* ?; † 18. September 1455).
- Peter Lacy, war Lordsiegelbewahrer und hatte damit eines der ältesten Ämter der Regierung inne.

## Die Familie ab 1500
- Hugh Lacy (Lees) war von 1556 bis 1579[1] Bischof von Limerick.
- John Lacy, Colonell John Lacy war 1647 Mitglied des Supreme Council of the Confederate Catholics. Seine Amnestie nach der Belagerung von Limerick im Jahre 1651 wurde ausdrücklich ausgeschlossen.
- Pierce Lacy war ein herausragender Teilnehmer des Elisabethanischen Krieges. Er wurde 1607 hingerichtet.
- General James Lacy, James Lacy war in der irischen Brigade (1691).
- Pierce (Pierre) Lacy of Co. Limerick, Pierce Lacy ist ein Nachkomme von Pierce Lacy of Bruff, Bruder von General James Lacy und der Vater von Peter Graf von Lacy
- Peter Graf von Lacy (* 30. Oktober 1678 Killedy; † 30. April 1751 Riga), die Familie besaß Ballingarry Castle. Die Familie de Lacy hatte ca. seit dem 13. Jahrhundert umfangreiche Besitzungen die während des Jakobitenaufstandes enteignet wurden. Peter musste zusammen mit seinem Vater und seinen Brüdern 1691 Irland verlassen (siehe Wild Geese). Er wurde einer der erfolgreichsten in russischen Diensten stehender Generalfeldmarschälle.
- Franz Moritz Graf von Lacy (* 21. Oktober 1725 Sankt Petersburg; † 24. November 1801 Wien) diente unter Maria Theresia höchst erfolgreich als Feldmarschall. Franz Moritz war sehr eng mit Joseph II. befreundet und auch dessen Berater. Eine Büste ist in der Gedenkstätte Heldenberg aufgestellt.
- Helene Martha Gräfin von Lacy (* 19. September 1717; † 1764) war eine Tochter von Peter Graf von Lacy und Schwester von Franz Moritz Graf von Lacy. Sie war mit Georg Reichsgraf von Browne verheiratet. Ihr Sohn Georg Graf von Browne ist in der Gruft von Franz Moritz Graf von Lacy begraben.
- General-Major Graf George de Lacy (* 22. Juli 1716; † 31. März 1743)
- Maurice de Lacy (* 1740; † 1820), Maurice de Lacy war General in der russischen Armee. Er war ein Nachfahre von Patrick Lacy, dem Bruder von Peter Graf von Lacy.
- Francis Anthony de Lacy (* 1731; † 1791), Graf Francis Anthony de Lacy war General und Diplomat im Dienste Spaniens.
- Sir George de Lacy (* 1787; † 1870), britischer General
- Thomas Hailes Lacy (* 1. August 1809; † 1873), T.H. Lacy war Schauspieler und Dramaturg.
- Pierce Charles de Lacy O’Mahony (* 9. Juni 1850; † 31. Oktober 1930) war ein irischer Anwalt, Politiker und Philanthrop.

## Galerie

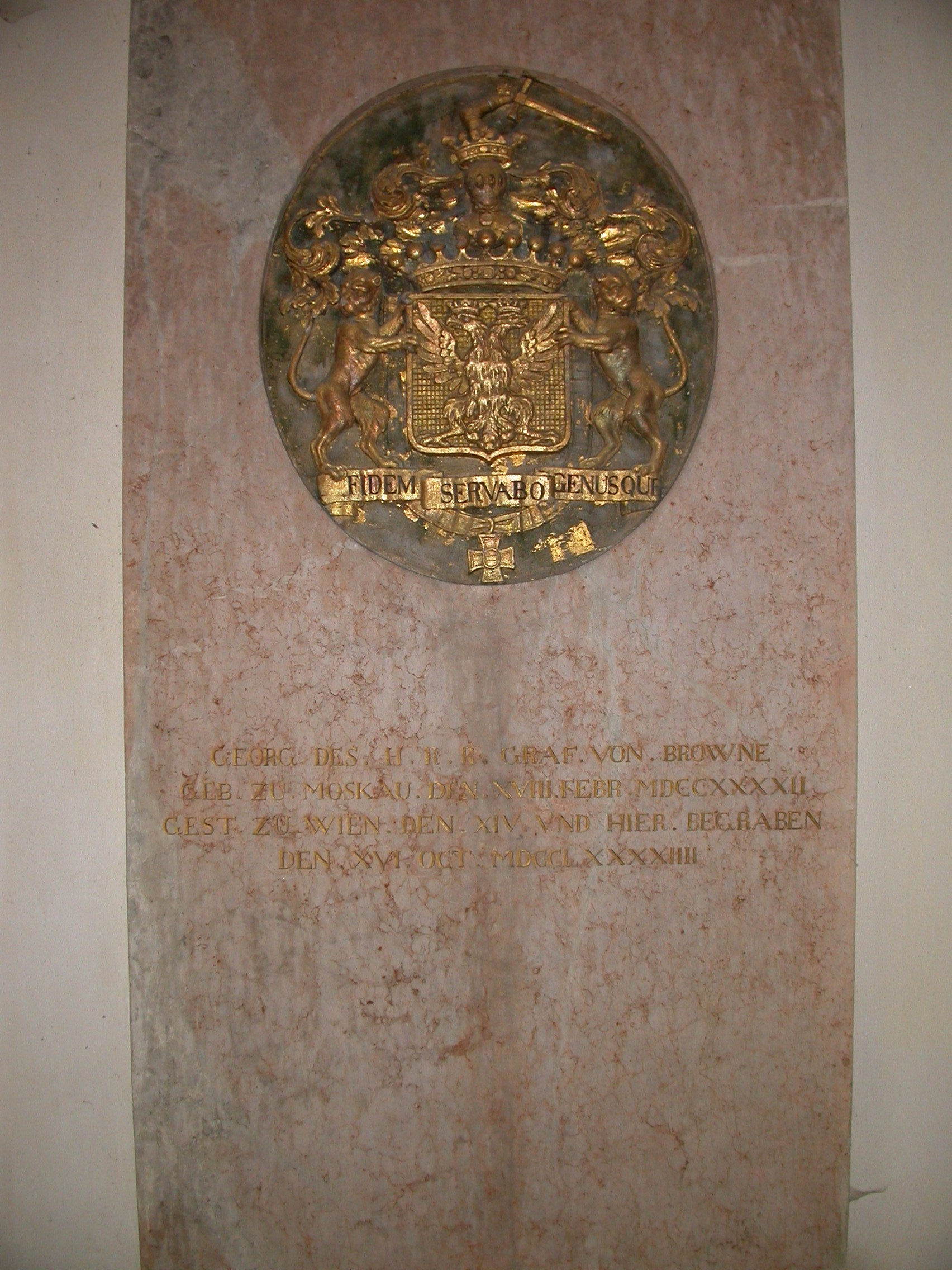
George Count Browne
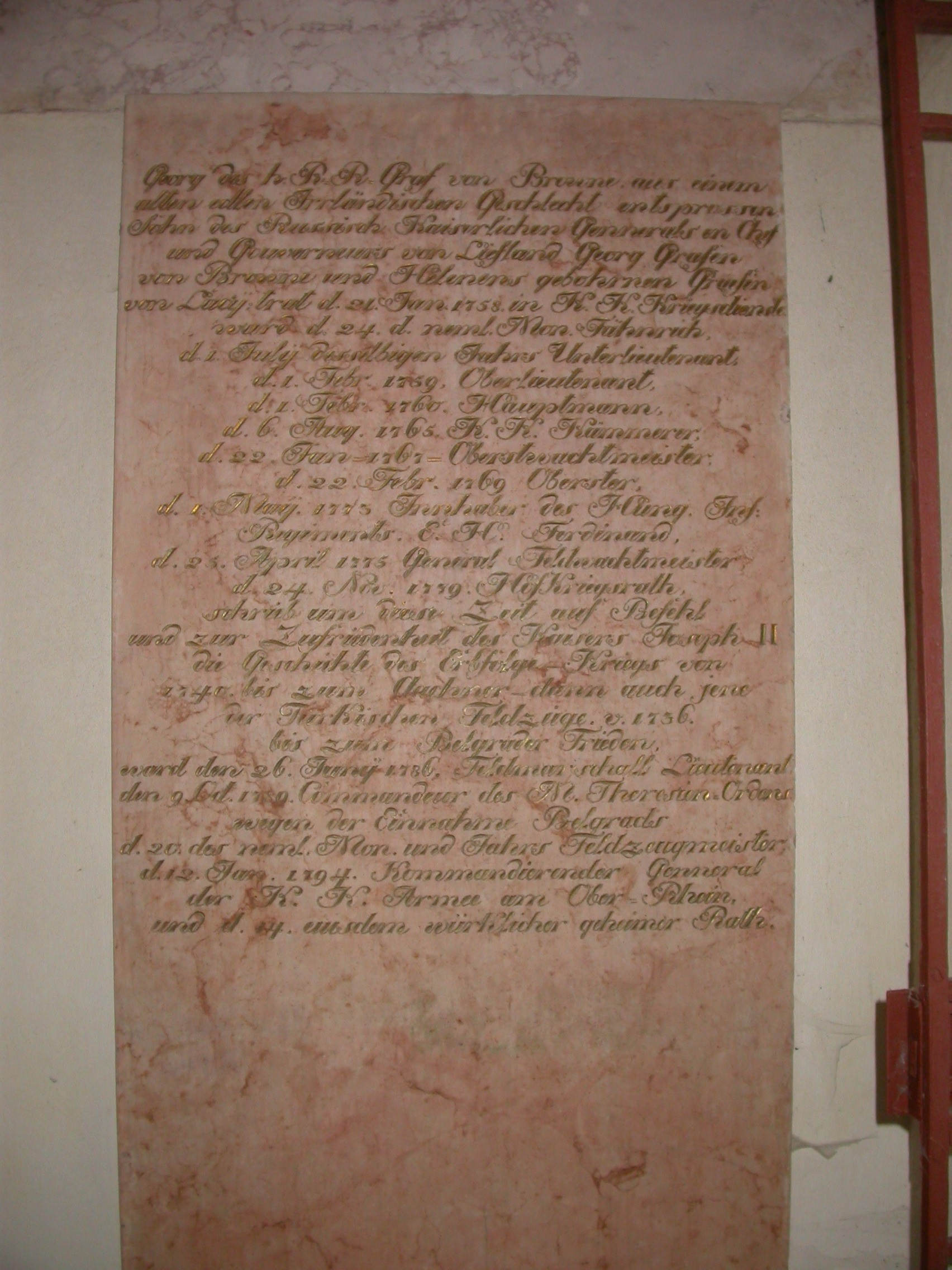
Grabplatte von Georg Graf von Browne aufgenommen in der Gruft von Graf Lacy in Wien
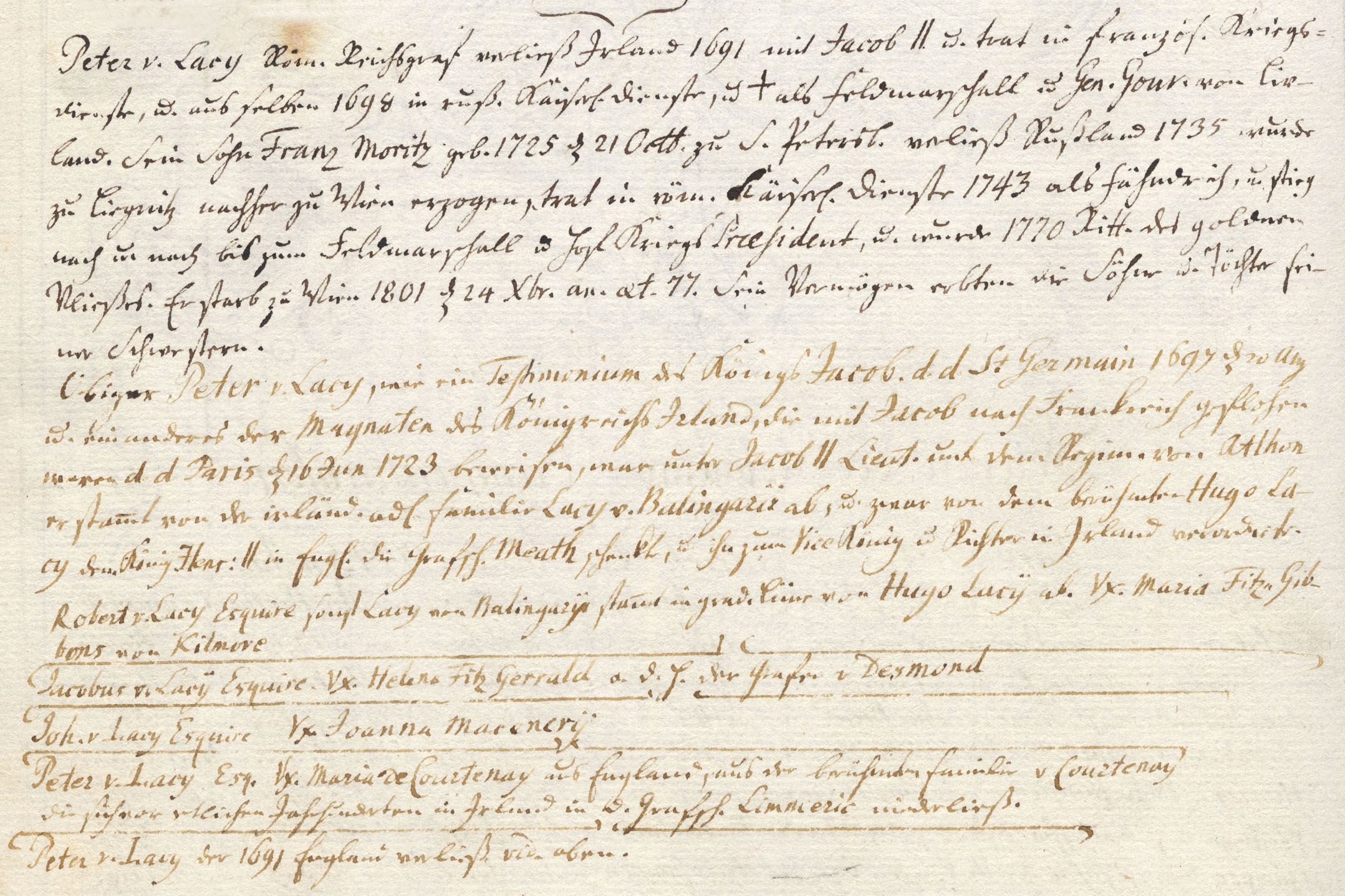
Brotzes Aufzeichnung über Graf Peter Lacy
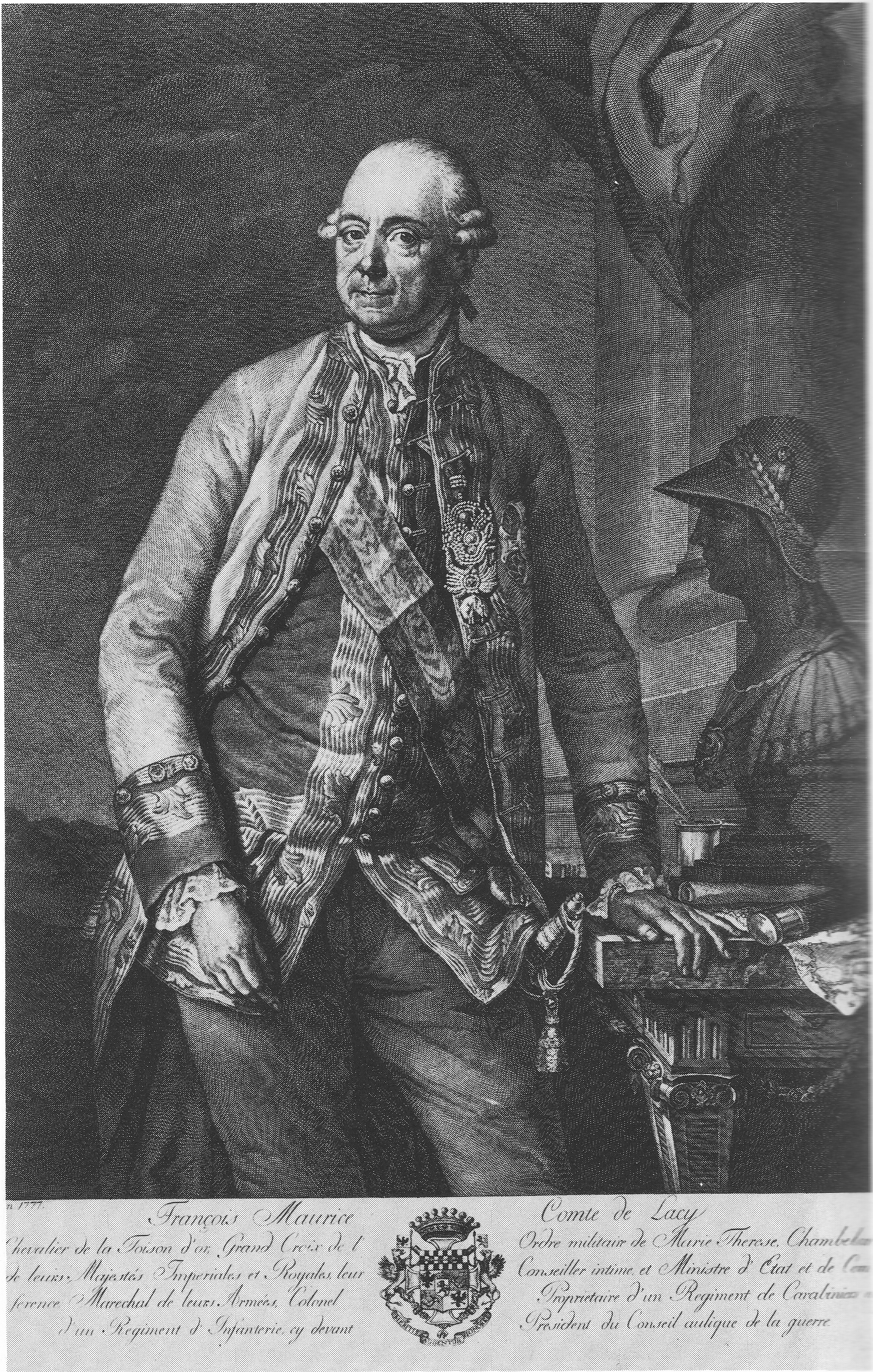
Graf Moritz von Lacy
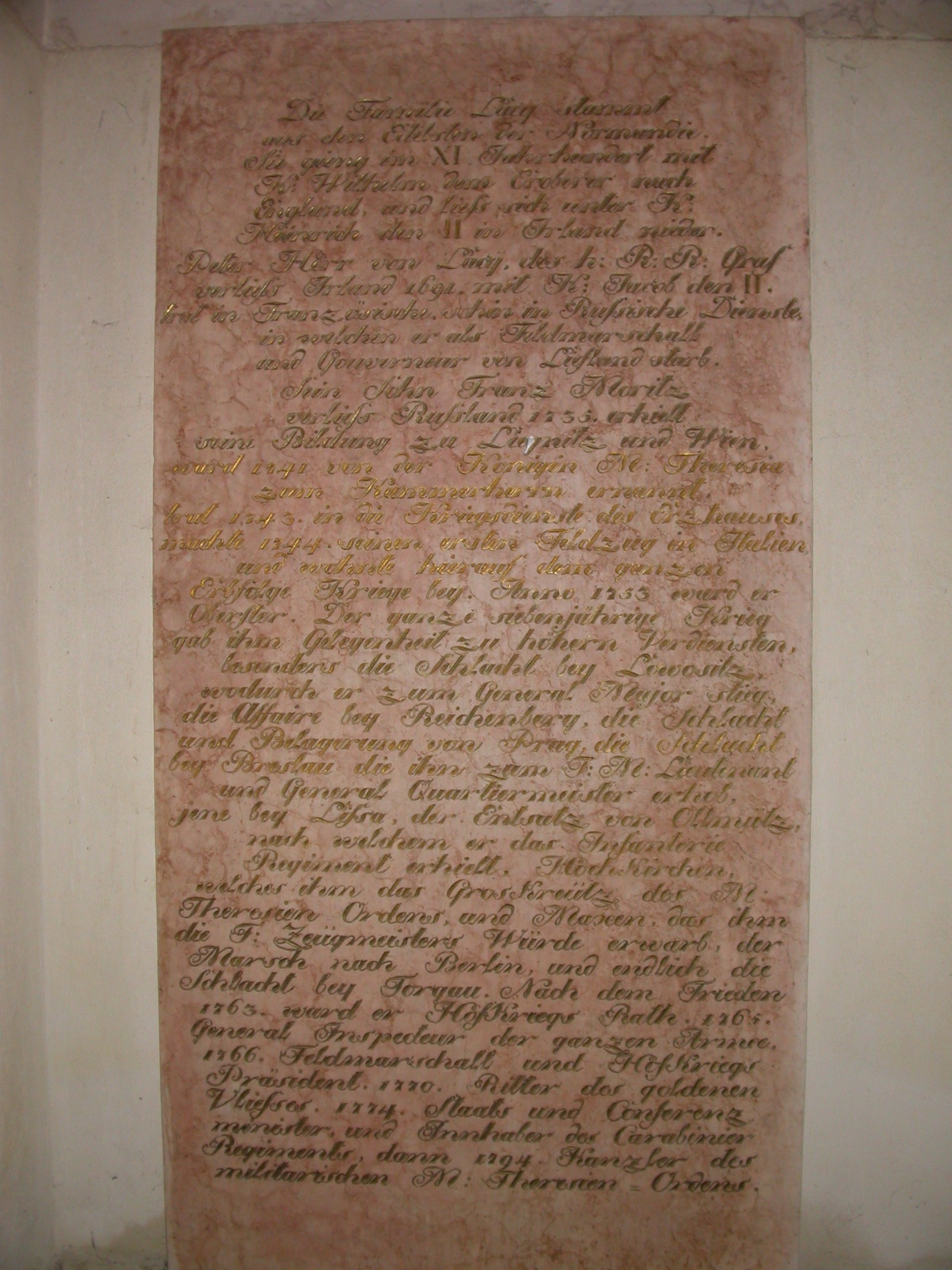
Brass Francis Maurice Count de Lacy
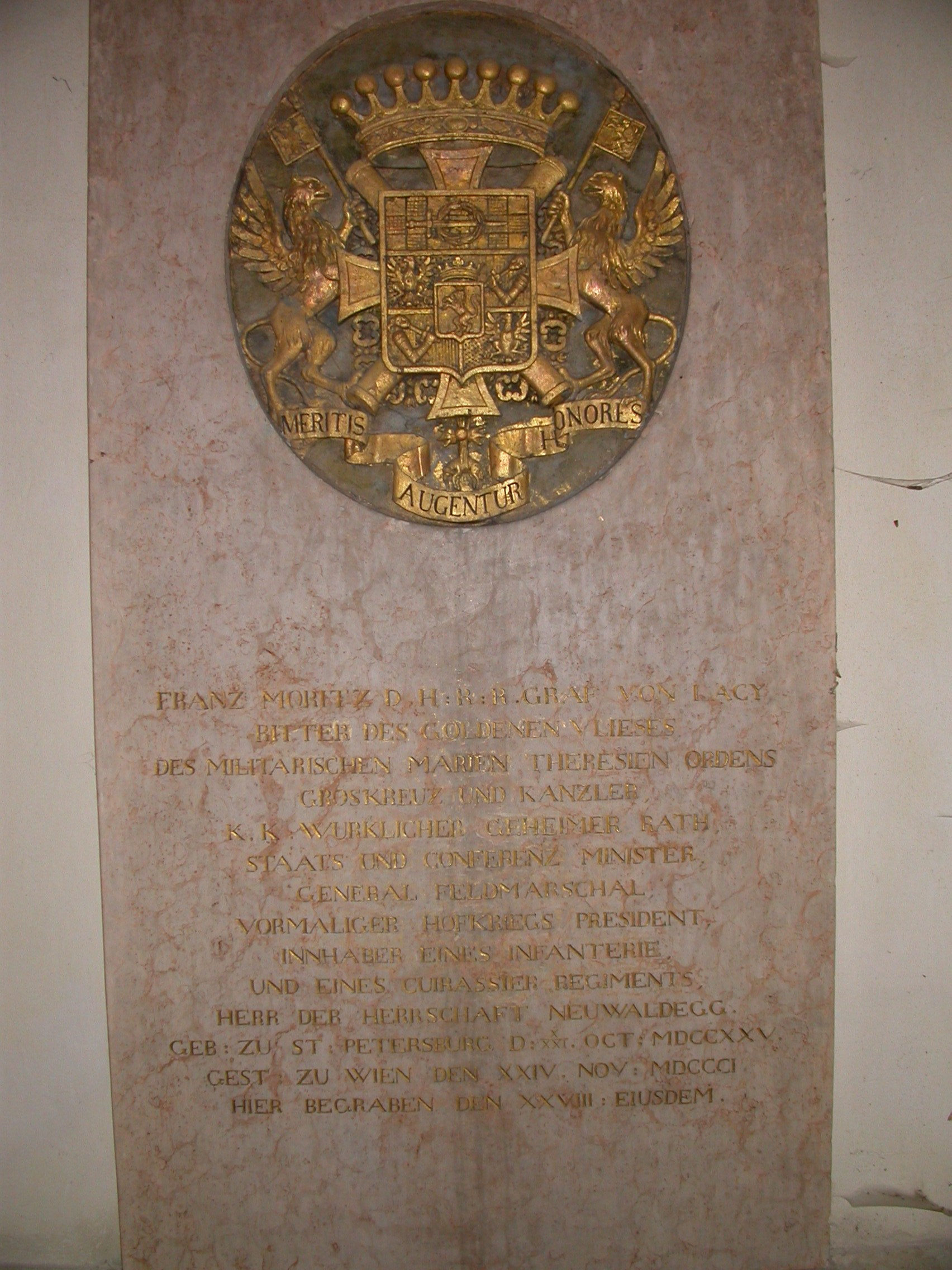
Brass II Francis Maurice Count de Lacy
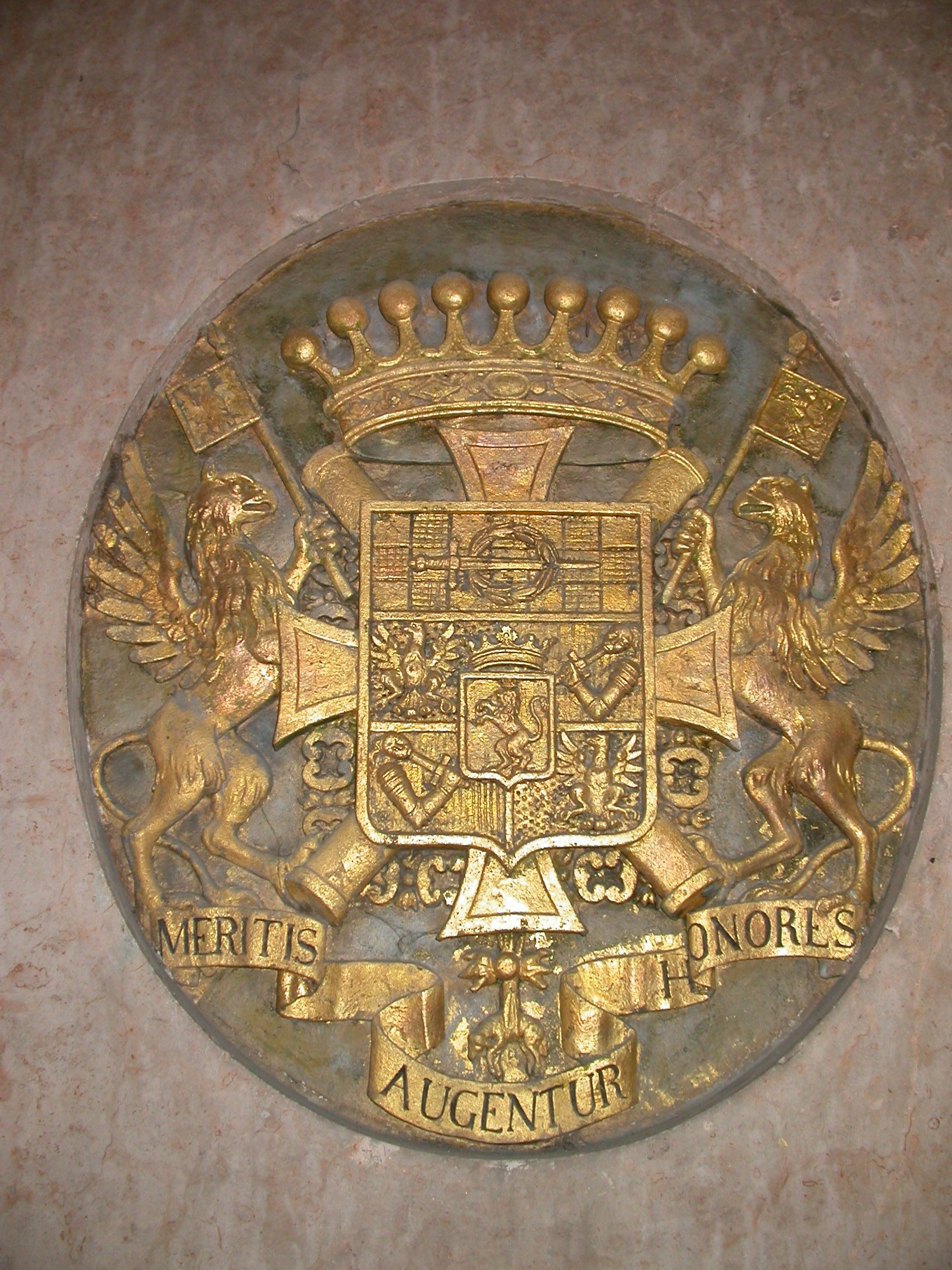
Crest of Francois Maurice Count Lacy